# Giuseppe Gaetano Rignon
Giuseppe Gaetano Rignon (Torino, 15 agosto 1764 – Torino, 9 gennaio 1837) è stato un politico italiano, sindaco di Torino nel 1823.

## Biografia
Proveniente da una famiglia piemontese di banchieri, era figlio di Giuseppe Andrea, già sindaco di Torino.
Nel 1822 sposò Cristina Formento (1784-1864).
Fu sindaco di Torino di seconda classe nel 1823, con Domenico Roero di Piobesi.
Non avendo eredi diretti, lasciò i suoi bene al nipote Edoardo, futuro senatore del Regno di Sardegna, figlio del fratello Gaspare Felice.